# Головнёв, Иван Андреевич
Ива́н Андре́евич Головнёв (родился 18 ноября 1978, Омск) — российский кинорежиссёр и этнолог, член Союза кинематографистов РФ, директор фестиваля «ЭтноКино» (www.ethnofilm.ru), лауреат российских и международных кинофестивалей. Доктор исторических наук (2021).

## Биография
Сын антрополога, академика РАН, директора МАЭ РАН, президента Российского фестиваля антропологических фильмов Андрея Головнёва. В 2000 году окончил исторический факультет Омского государственного университета, специализировался на кафедре этнографии, в 2002 году — школу-студию Свердловской киностудии в г. Екатеринбурге (мастерская Ярополка Лапшина), в 2005 году — Высшие курсы сценаристов и режиссёров в г. Москве (мастерская Петра Тодоровского и Натальи Рязанцевой).
В 2016 году защитил диссертацию на соискание учёной степени кандидата исторических наук в Институте этнологии и антропологии РАН (г. Москва) по теме «Становление советского этнографического кино в конце 1920-х — начале 1930-х гг.» (научный руководитель — академик РАН В. А. Тишков), в 2021 году там же защитил диссертацию на соискание учёной степени доктора исторических наук по теме «Теории и практики советского этнографического кино 1920—1930-х гг.». Живёт в Санкт-Петербурге.

## Избранная фильмография
- 2004 — Маленькая Катерина / Tiny Katerina (https://www.youtube.com/watch?v=KZc0pKGaMKA Архивная копия от 3 августа 2020 на Wayback Machine)
- 2004 — Гость (короткометражный)
- 2006 — Перекресток
- 2007 — Старик Пётр / Old Man Peter (https://www.youtube.com/watch?v=rxXConKj58U)
- 2012 — Месторождение / Oil field (https://www.facebook.com/Mestorozdenie; https://www.youtube.com/watch?v=Q8EShPtJcbo Архивная копия от 19 марта 2022 на Wayback Machine)
- 2012 — Усть-Полуй (https://vimeo.com/126060353)
- 2015 — Страна Удэхе (https://www.facebook.com/udehe)
- 2018 — Дальневосточная одиссея Владимира Арсеньева (https://www.facebook.com/arsenievfilm/, https://www.youtube.com/watch?v=z4JMvXK0uSo Архивная копия от 19 сентября 2020 на Wayback Machine)
- 2019 — Оленный всадник (https://www.facebook.com/evenkino)
- 2020 — Земля кереков (https://www.facebook.com/kerekfilm)
- 2021 — ПереСказы Бажова (https://www.facebook.com/bazhovfilm)

## Призы фильмов
- Гран-при российского фестиваля антропологических фильмов (Салехард, 2004 год)[1]
- Приз гильдии киноведов и кинокритиков «Золотой слон» на МКФ «Сталкер», Москва, 2004[2]
- Специальный приз Международного Жюри на 51 МКФ в Оберхаузене, Германия, 2005[3]
- Приз за лучший документальный фильм на МКФ Документального и Антропологического кино в Пярну, Эстония, 2005[4]
- Приз за лучший короткометражный фильм на МКФ «Киношок», Анапа, 2005[5]
- Приз Службы кинематографии Румынии на XIII МКФ «Alter-Native», Румыния, 2005[6]
- Номинация на премию «Лавр» в категории «Лучший короткометражный неигровой фильм», Москва, 2005[7]
- Приз UNICEF на 47 МКФ ZINEBI, Бильбао, Испания, 2005[8]
- Приз Жюри на МКФ «Black Maria», Нью-Йорк, США, 2006[9] l[10]
- ГРАН-ПРИ «Potecasul de Bronz» на ECO ETNO FOLK FILM FESTIVAL , Румыния, 2006[11]
- ГРАН-ПРИ на МКФ «Cameras des Champs», Франция, 2007[12]
- Приз за лучший зарубежный фильм на МКФ в Джайпуре, Индия, 2007
- Лучший документальный фильм МКФ в Тегеране, Иран, 2008[13]
- Лучший документальный фильм МКФ «Cortopotere», Италия, 2008[14]
- Гран-при на МКФ Espiello, Испания, 2009[15]
- Приз «Золотая Панда», МКФ в Сычуани, Китай, 2009[16]
- Лучший документальный фильм на МКФ «Roshd», Иран, 2009[17]
- Приз зрительских симпатий на МКФ «Espiello», Испания, 2010[18]
- ГРАН-ПРИ на МКФ «Финно-Угорский мир», Сыктывкар, 2010[19]
- Лучший этнографический фильм на МКФ «Festival de Cine Social», Чили, 2011[20]
- Национальная премия в области кино и телевидения «СТРАНА» за лучший документальный фильм, Москва, 2011[21]
- Специальный приз на МКФ ЛИСТОПАД, Белоруссия, 2012[22]
- Лучший документальный фильм на МКФ в Сардинии, Италия, 2013[23]
- Лучший фильм о коренных народах на МКФ в Пярну, Эстония, 2013[24]
- Приз за лучшую операторскую работу на МКФ Человек и Природа", Иркутск, 2013[25]
- ГРАН-ПРИ на кинофестивале «Кунаки», Россия, 2013[26]
- ГРАН-ПРИ на кинофестивале «Мой край», Россия, 2013[27]
- Национальная премия в области кино и телевидения «СТРАНА» за лучший документальный фильм, Москва, 2015[28]
- Приз «Байкал» им. Валентина Распутина на Байкальском кинофестивале, Иркутск, 2016[29]
- ГРАН-ПРИ на XXI международном кинофестивале «Зеленый взгляд», Санкт-Петербург, 2016[30]
- ГРАН-ПРИ на Х Открытом Северо-Кавказском кинофестивале «Кунаки», Абхазия, 2016[31]
- ГРАН-ПРИ XV фестиваля «Человек и море», Владивосток, 2019 (https://vestiprim.ru/news/ptrnews/77705-itogi-hv-telefestivalja-chelovek-i-more.html Архивная копия от 8 июня 2020 на Wayback Machine)

## Избранная библиография
- Головнев И. А. Феномен советского этнографического кино (творчество А. А. Литвинова). М.: ИЭА РАН, 2018. 226 с. (https://drive.google.com/file/d/1jCmhTNOUGNjgeX6vbCf-e8_hovJ-8jMc/view Архивная копия от 10 сентября 2021 на Wayback Machine
- Головнев И. А. Чукотская экспедиция А. Литвинова. Финал советского этнокино Архивная копия от 10 декабря 2017 на Wayback Machine // Уральский исторический вестник № 3 (44). Институт истории и археологии УрО РАН, Екатеринбург, 2014. С. 118—127;
- Головнев И. А. «Лесные люди» — феномен советского этнографического кино // Этнографическое обозрение. 2016. № 2. С. 81-96.
- Головнев И. А. Антропологическая кинохроника Владимира Ерофеева (на примере фильма «Крыша мира») // Вестник Пермского университета. История. 2019. № 2 (45). С. 87 — 96. (http://ethnofilm.ru/uploads/media/Анропологическая_кинохроника_Владимира_Ерофеева_Вестник_Пермского_университета_Статья.pdf Архивная копия от 8 июня 2020 на Wayback Machine)
- Головнев И. А. Киноэтнография Леонида Капицы (на примере фильма «По берегам и островам Баренцева моря») // Ученые записки Петрозаводского государственного университета. 2019. № 6 (183). С. 100—106. (http://uchzap.petrsu.ru/files/redaktor_pdf/1569481172.pdf Архивная копия от 12 февраля 2020 на Wayback Machine)
- Головнев И. А. Визуальная антропология Дзиги Вертова // Вестник Санкт-Петербургского университета. История. 2019. Т. 16. Вып. 4. С. 1386—1403. (http://vestnik.spbu.ru/html19/s02/s02v4/14.pdf Архивная копия от 8 июня 2020 на Wayback Machine)
- Головнев И. А. Традиционные этнокультурные сообщества в этнографическом кино. «Нанук с Севера» Роберта Флаэрти // Вестник Томского государственного университета. 2020. № 451. С. 113—123. (http://journals.tsu.ru/vestnik/&journal_page=archive&id=1946&article_id=43788 Архивная копия от 10 июля 2020 на Wayback Machine)
- Головнев И. А. Визуализация этничности в советском кино: «Страна гольдов» Амо Бек-Назарова (1930) // Томский журнал лингвистических и антропологических исследований. 2020. № 1. С. 114—125. (https://ling.tspu.edu.ru/archive.html?year=2020&issue=1&article_id=7729 Архивная копия от 8 июня 2020 на Wayback Machine)
- Визуализация этничности в советском кино (опыты ученых и кинематографистов 1920—1930-х гг.). — СПб.: МАЭ РАН, 2021. — ISBN 978-5-88431-392-7

## Награды и премии
Национальная премия в области кино и телевидения «СТРАНА», 2015 (http://ntstv.ru/news/news_2015-03-26.shtml Архивная копия от 6 августа 2020 на Wayback Machine)
Почетная премия Гильдии киноведов и кинокритиков Союза кинематографистов РФ, 2019 (http://kinopressa.ru/5361 Архивная копия от 8 июня 2020 на Wayback Machine)
Премия Губернатора Свердловской области за выдающиеся достижения в области культуры и искусства, 2020 (http://midural.ru/news/list/document164855/ Архивная копия от 8 июня 2020 на Wayback Machine)